# Калигандж (город, Лалмонирхат)
Калигандж (бенг. কালিগঞ্জ, англ. Kaliganj) — город на севере Бангладеш, административный центр одноимённого подокруга. Площадь города равна 10,22 км². По данным переписи 2001 года, в городе проживало 14 163 человека, из которых мужчины составляли 51,73 %, женщины — соответственно 48,27 %. Плотность населения равнялась 1385 чел. на 1 км². Уровень грамотности населения составлял 30,03 % (при среднем по Бангладеш показателе 43,1 %). 